# Westlicher Knopfbusch
Der Westliche Knopfbusch (Cephalanthus occidentalis) ist eine Pflanzenart aus der Gattung Cephalanthus innerhalb der Familie der Rötegewächse (Rubiaceae). Er ist von Nordamerika über Mexiko bis Zentralamerika verbreitet. Englischsprachige Trivialnamen sind: Buttonbush, Common buttonbush, Button-willow, Honey-bells.

## Beschreibung

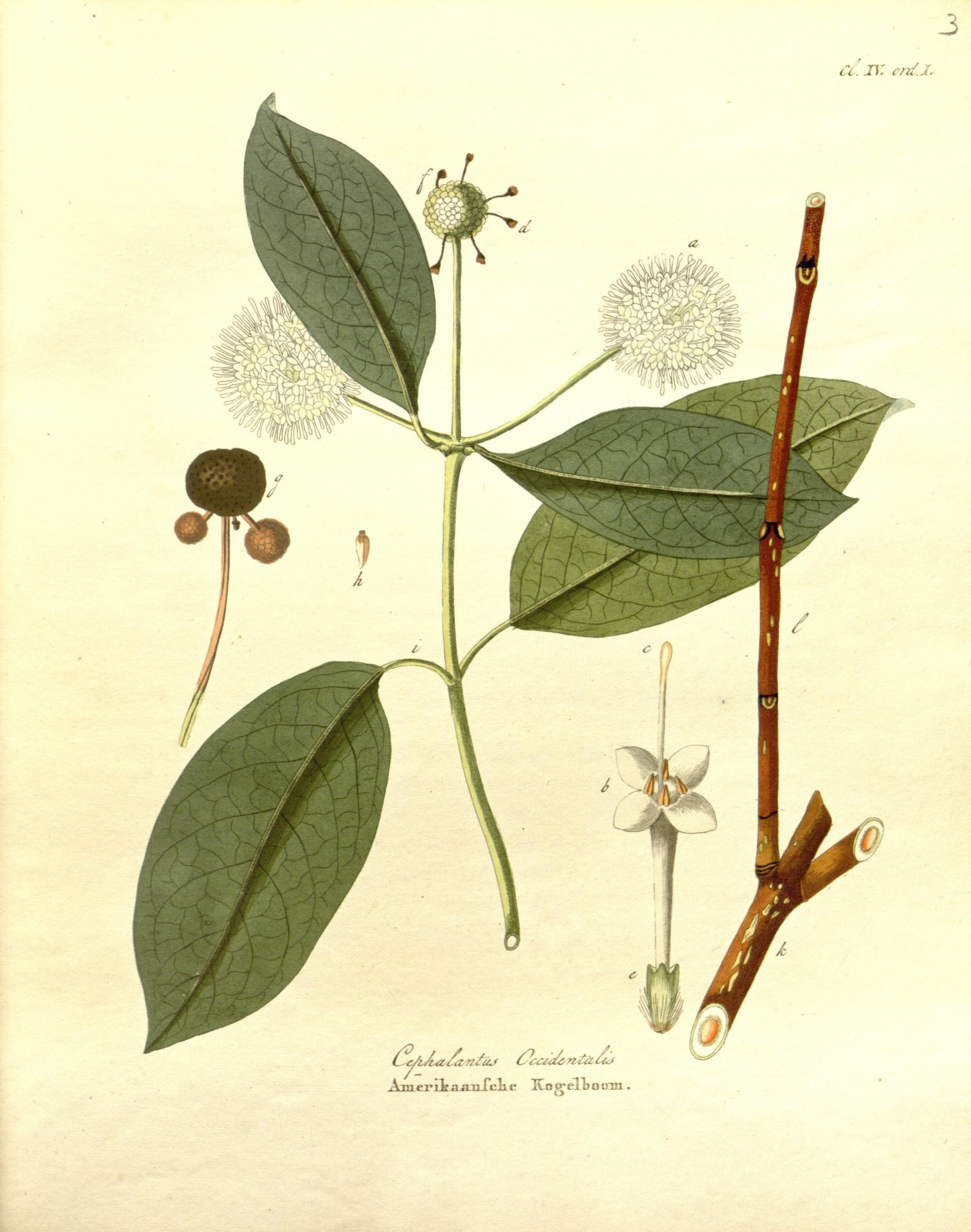
Illustration aus Afbeeldingen der fraaiste, meest uitheemsche boomen en heesters, 1802, Tafel 3

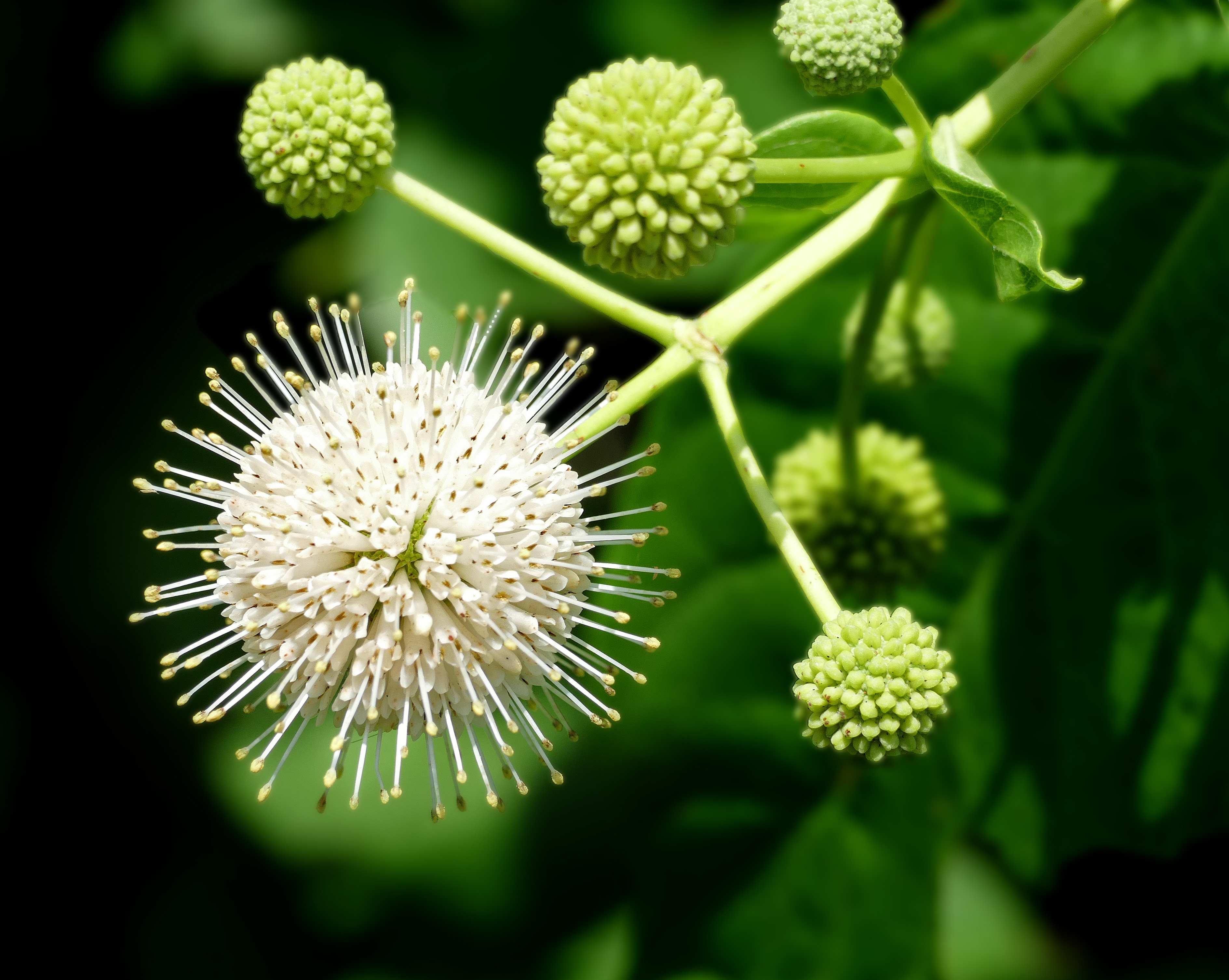
Blütenstand

### Vegetative Merkmale
Der Westliche Knopfbusch wächst als laubabwerfender Strauch oder kleiner Baum, mit Wuchshöhen von 1 bis 3 Meter, selten bis über 12 Meter. Der Stammdurchmesser erreicht bis zu 30 Zentimeter. Die grau-braune Borke ist im Alter rissig bis schuppig.
Die gegenständig oder zu dritt in Wirteln angeordneten Laubblätter sind in Blattstiel und -spreite gegliedert. Der Blattstiel ist relativ kurz und mehr oder weniger fein behaart bis kahl. Die ganzrandige, einfache und spitze bis zugespitzte oder bespitzte, leicht ledrige Blattspreite ist bei einer Länge von 7 bis 18 Zentimetern sowie einer Breite von 4 bis 10 Zentimetern elliptisch bis eiförmig oder verkehrt-eiförmig. Die Spreite ist oberseits fast kahl und unterseits heller und mehr oder weniger fein behaart bis kahl. Es sind mehr oder weniger haltbare, dreieckige Nebenblätter vorhanden.

### Generative Merkmale
Der Westliche Knopfbusch ist protandrisch, also vormännlich, es findet sekundäre Pollenpräsentation statt. In einem achsel- oder endständigen, gestielten, bei einem Durchmesser von 2,5 bis 3,5 Zentimetern kugeligen, kopfigen Blütenstand stehen viele Blüten mit jeweils einem drüsigen Deckblatt dicht zusammen. Der Köpfchenboden ist borstig. Die duftenden, weißen und zwittrigen, sitzenden Blüten sind vierzählig mit doppelter Blütenhülle. Der kleine Kelch am Blütenbecher ist 4–5-zipflig. Die Krone ist schmal trichterförmig mit vier kurzen Zipfeln, zwischen denen können Drüsen vorkommen. Die vier kurzen, fast sitzenden Staubblätter sitzen am Schlund. Der zweikammerige Fruchtknoten ist unterständig mit langem, schlankem und keulenförmigem Griffel und kopfiger Narbe. Es ist ein dünner Diskus ausgebildet.
Die Frucht ist ein kugeliger, bis 2–4 Zentimeter großer Fruchtverband aus etwa 6–8 Millimeter langen, länglichen Achänen (Nüsschen) mit einem Arillus, mit Kelchresten an der Spitze, die meist zu zweit oder bis zu viert in einer keilförmigen, ledrigen Spaltfrucht verwachsen sind.

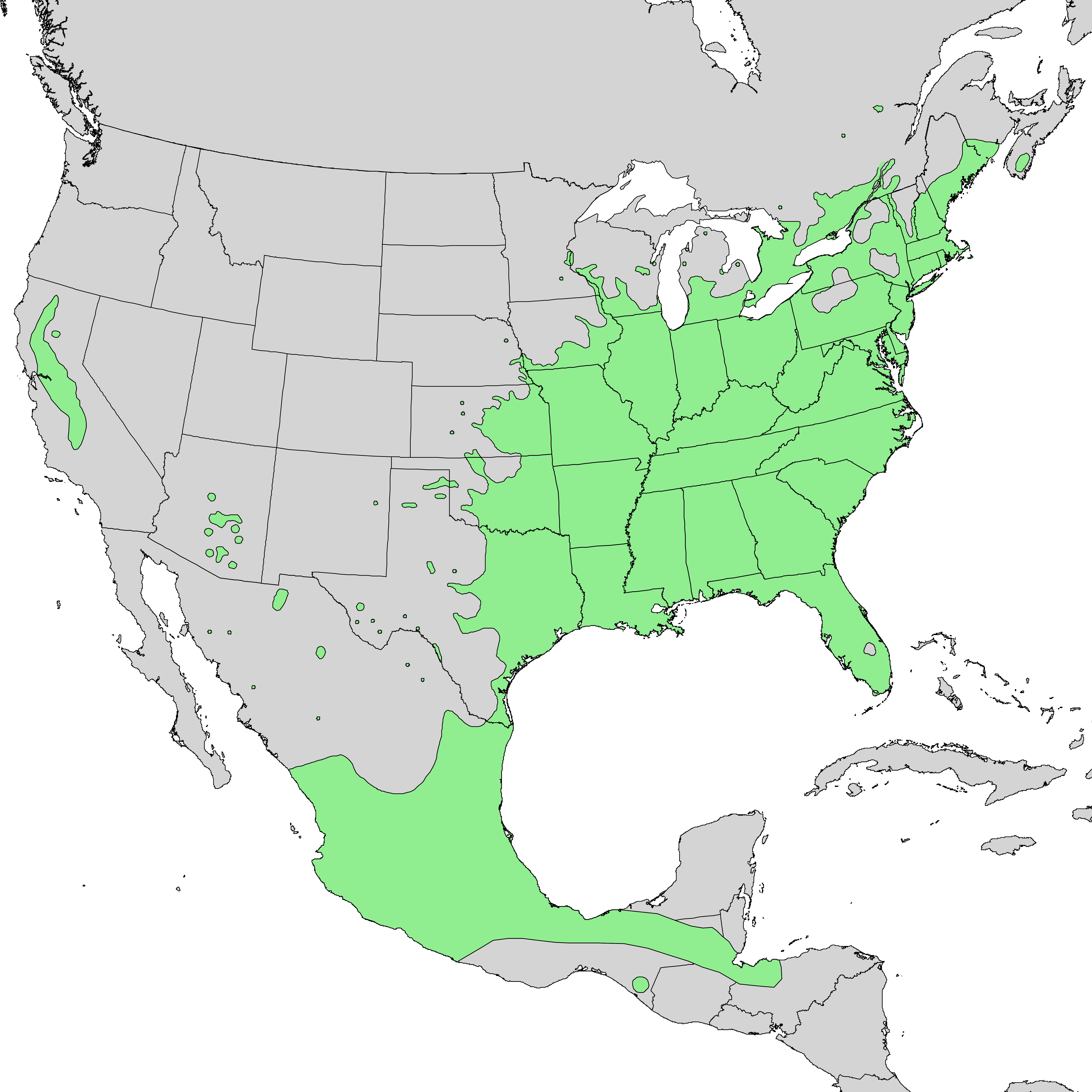
Natürliches, disjunktes Verbreitungsgebiet von Cephalanthus occidentalis

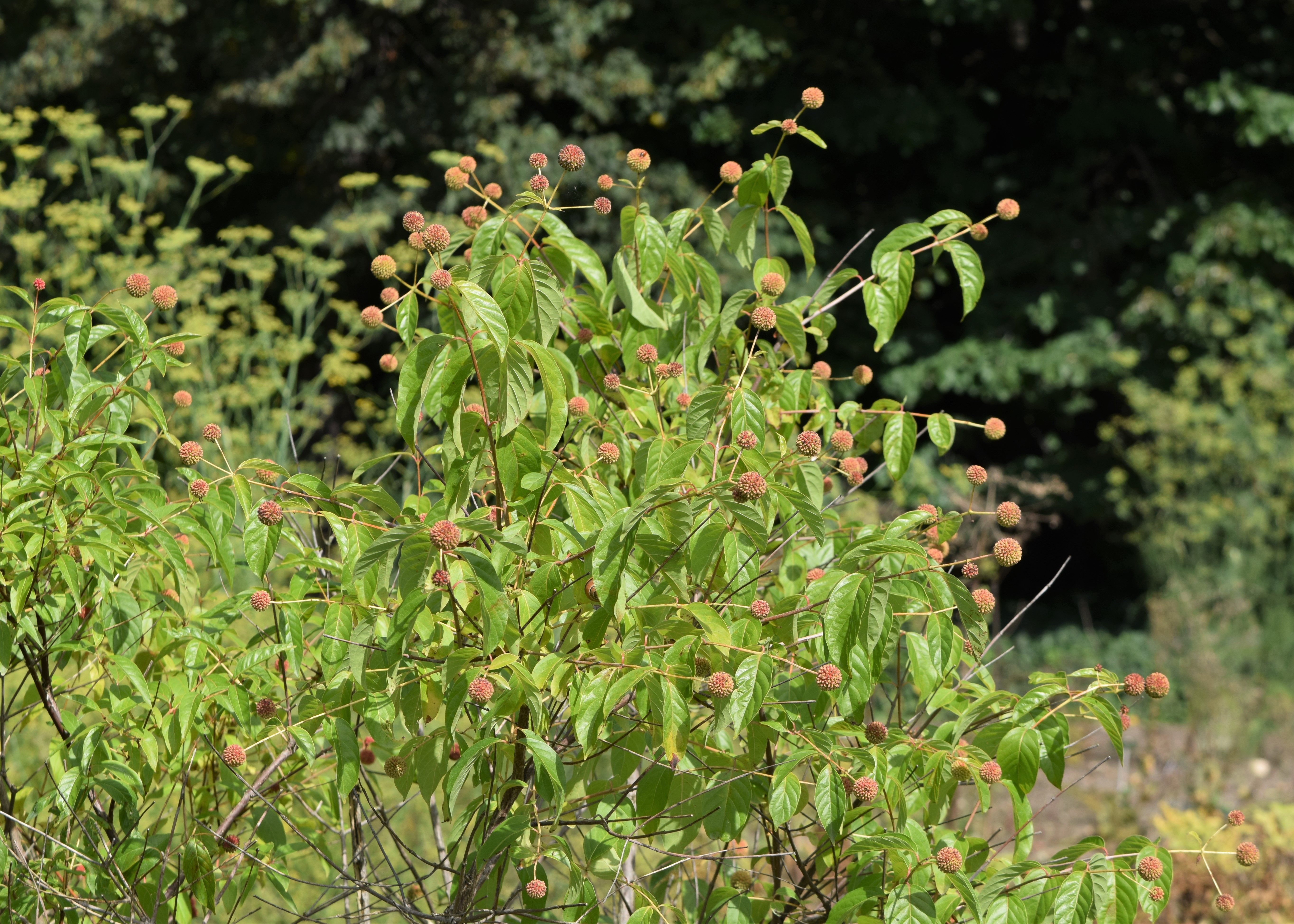
Fruchtstände

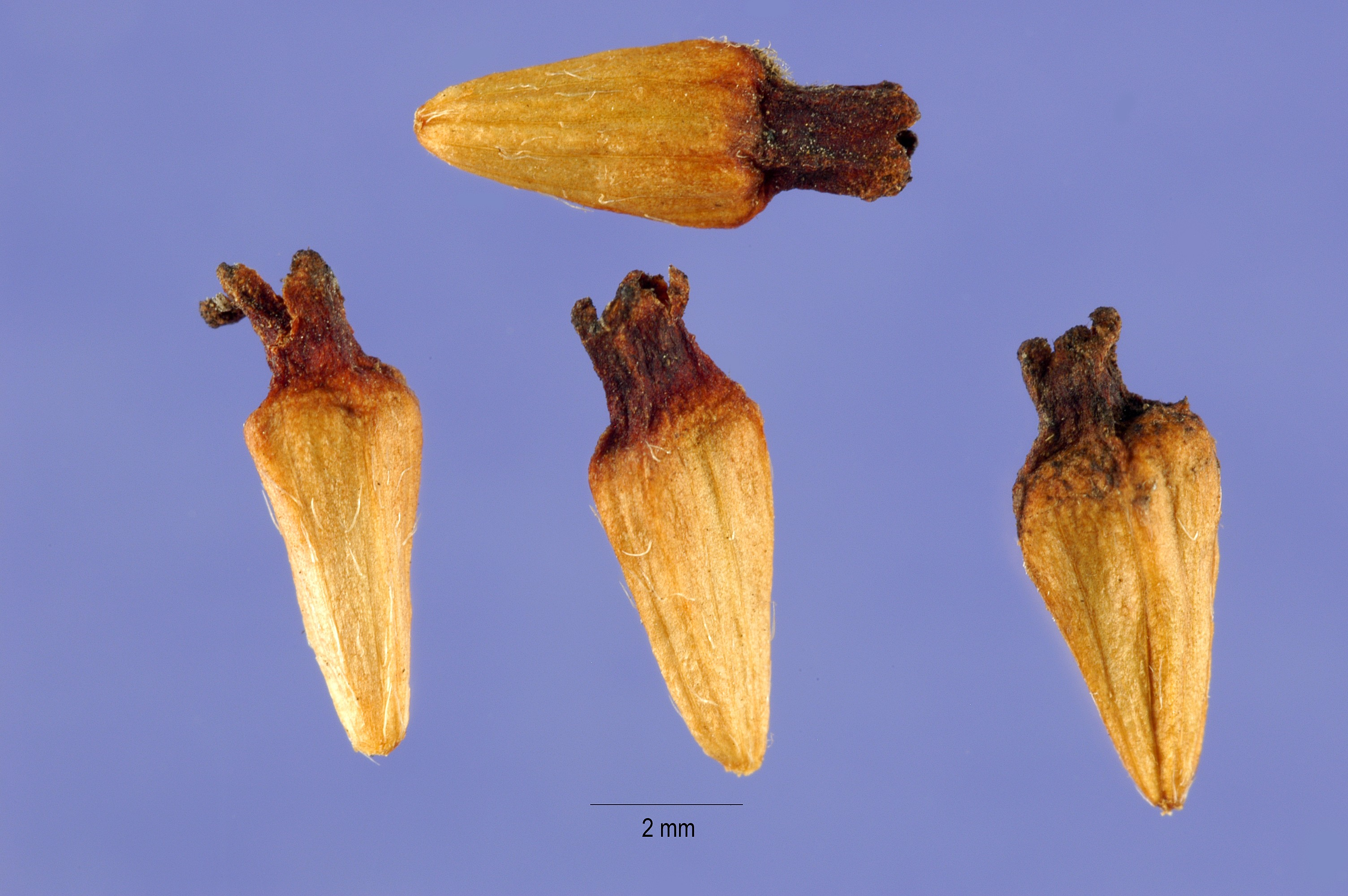
Spaltfrüchte

## Ökologie
Wasservögel und andere Vögel fressen die Samen. Brautenten nutzen die Pflanzen zum Nisten. Hirsche fressen das Laub. Insekten, Kolibris und Honigbiene saugen den Nektar.

## Vorkommen
Cephalanthus occidentalis besitzt ein disjunktes Areal im östlichen und westlichen Nordamerika. In Kanada sind Nachweise aus dem Süden Ontarios und Quebecs bekannt, die sich ostwärts bis New Brunswick und südwestliches Nova Scotia ausdehnen. Außer im Osten der Vereinigten Staaten und den östlichen Regionen des Mittleren Westens gibt es nennenswerte besiedelte Gebiete in Arizona, der Mogollon Rim und anderen Gebirgen sowie in Kalifornien im gesamten San Joaquin Valley Westlich der Great Plains und der Rocky Mountains kommt der Westliche Knopfbusch nur in West-Texas, Arizona und Kalifornien vor. Eine weitere Population ist aus Mexiko bekannt.
Der Westliche Knopfbusch ist in seinem natürlichen Verbreitungsgebiet ein häufiges Gehölz in Feuchtgebieten wie Brüchen, Flussauen, Mangroven, Pocosins, Auwäldern und im Unterholz feuchter Wälder. Er gehört auch zur Flora der Everglades.

## Systematik
Die Erstveröffentlichung von Cephalanthus occidentalis erfolgte 1753 durch Carl von Linné in Species Plantarum, 1, S. 95. Synonyme für Cephalanthus occidentalis L. sind: Cephalanthus acuminatus Raf., Cephalanthus angustifolius Dippel, Cephalanthus berlandieri Wernham, Cephalanthus hansenii Wernham, Cephalanthus obtusifolius Raf., Cephalanthus oppositifolius Moench, Cephalanthus pubescens (Raf.) Raf., Cephalanthus occidentalis subsp. californicus (Benth.) A.E.Murray, Cephalanthus occidentalis var. brachypodus DC., Cephalanthus occidentalis var. californicus Benth., Cephalanthus occidentalis var. macrophyllus Raf., Cephalanthus occidentalis var. obtusifolius Raf., Cephalanthus occidentalis var. pubescens Raf. Es werden keine Subtaxa mehr akzeptiert.

## Nutzung

### Bienentrachtpflanze
Cephalanthus occidentalis gilt als gute Nektarquelle („Bienenweide“). Sie ist für Schmetterlingsgärten geeignet.

### Zierpflanze
Der Westliche Knopfbusch wird als Zierpflanze in Parks und Gärten verwendet. Im naturnahen Landschaftsbau findet er als Erosionsschutz Verwendung.

### Heilpflanze
Für den Westlichen Knopfbusch sind eine Reihe historischer medizinischer Anwendungen bekannt. Er ist eine Giftpflanze, die Cephalathin enthält.

## Landmarke im San Joaquin Valley
Die Kleinstadt Buttonwillow (Kalifornien) wurde nach dem Westlichen Knopfbusch benannt. Ein einzelner Strauch war hier einst an einem alten, das San Joaquin Valley querenden Weg der Yokuts-Indianer ein Treffpunkt. Später legten weiße Siedler hier einen Rodeoplatz an. Der Knopfbusch-Baum ist als California Historical Landmark No. 492 offiziell registriert.